# Auergesellschaft
Die Auergesellschaft war ein deutsches Unternehmen zur Herstellung von Gas-Glühstrümpfen und Metallfadenlampen nach den Patenten von Carl Auer von Welsbach. Am Gründungsstandort in Berlin-Friedrichshain wurden durch Nachfolgeunternehmen noch bis 1992 Leuchtmittel produziert.
Nach 1920 hat sich die Auergesellschaft einen weltweiten Ruf als Hersteller von Pressluft-Atemschutzgeräten für Feuerwehren erworben. Sie gehört heute als MSA – The Safety Company zum US-amerikanischen MSA-Safety-Konzern (Mine Safety Appliances). Am Standort Berlin werden neben Feuerwehr- und anderer Schutzausrüstung auch Gaswarngeräte und Prüfröhrchen entwickelt und produziert.

## Geschichte

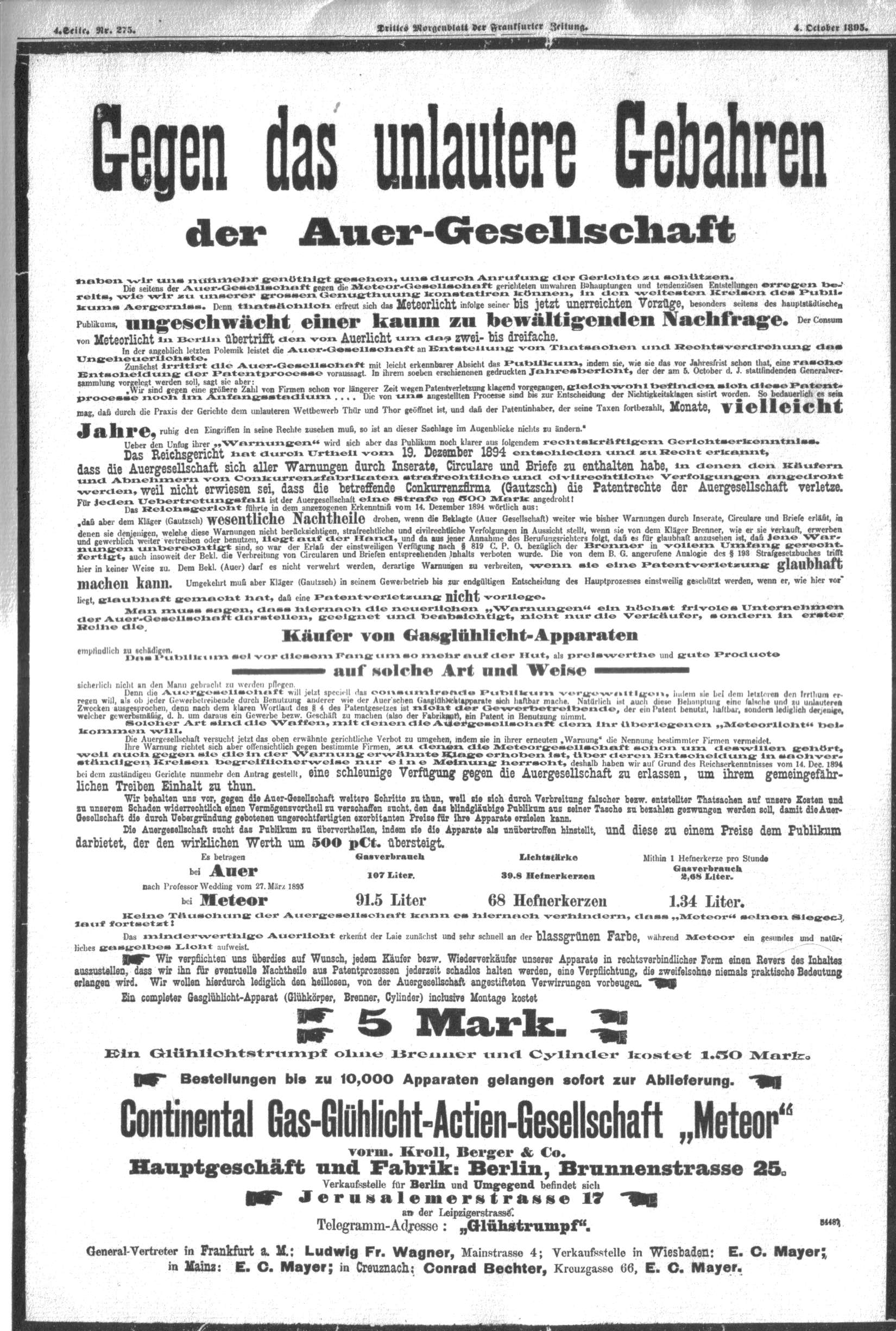
Annonce des Wettbewerbers Meteor AG in der Frankfurter Zeitung, Oktober 1895

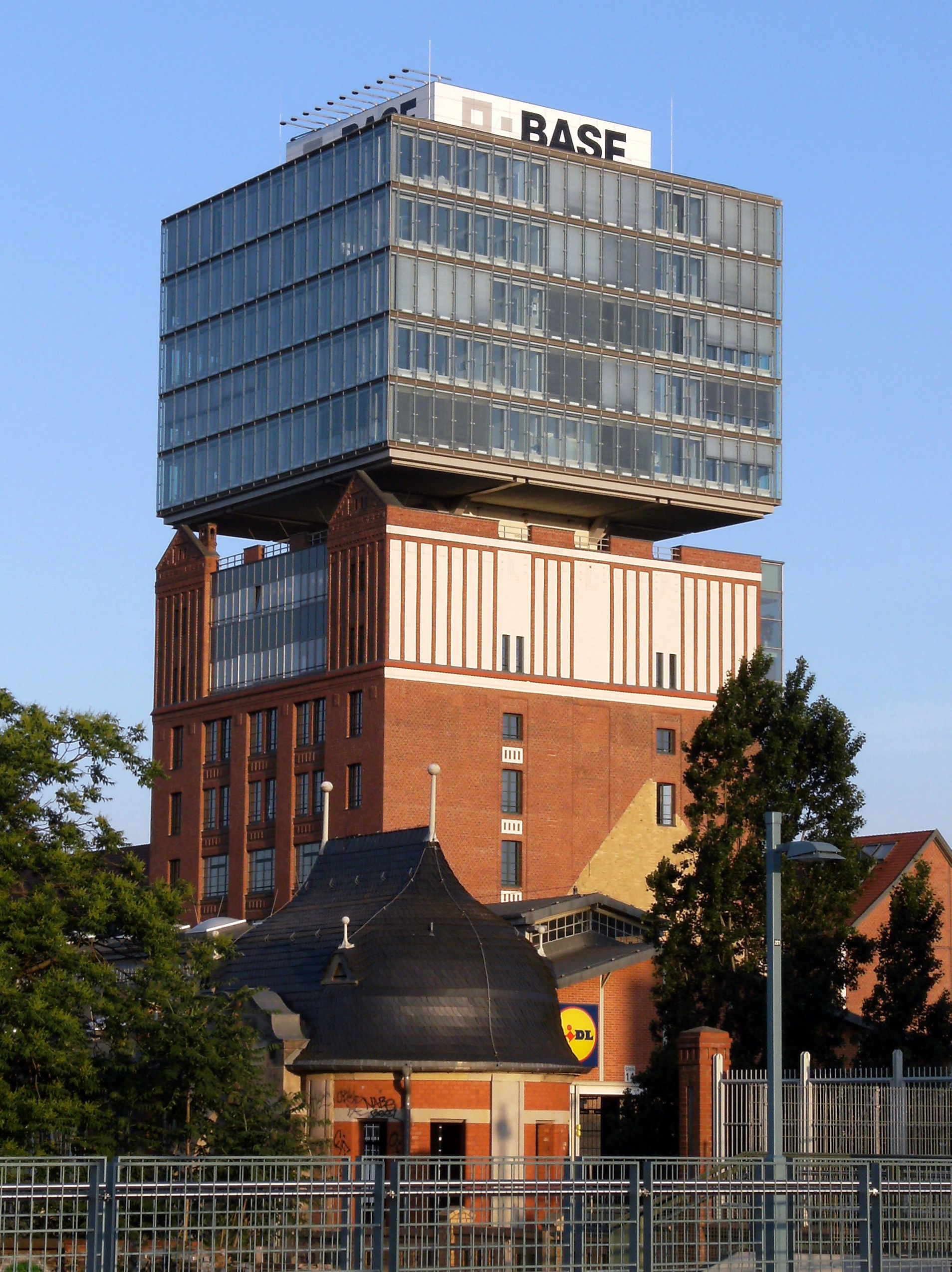
Der 1909 von der ehemaligen Gasglühlicht AG gebaute heutige „Narva-Turm“ in der Oberbaum City. Seit dem Umbau 2000 mit dem Glaskubus nach Plänen von Schweger Architekten ist er heute 16-geschossig und 63 m hoch.

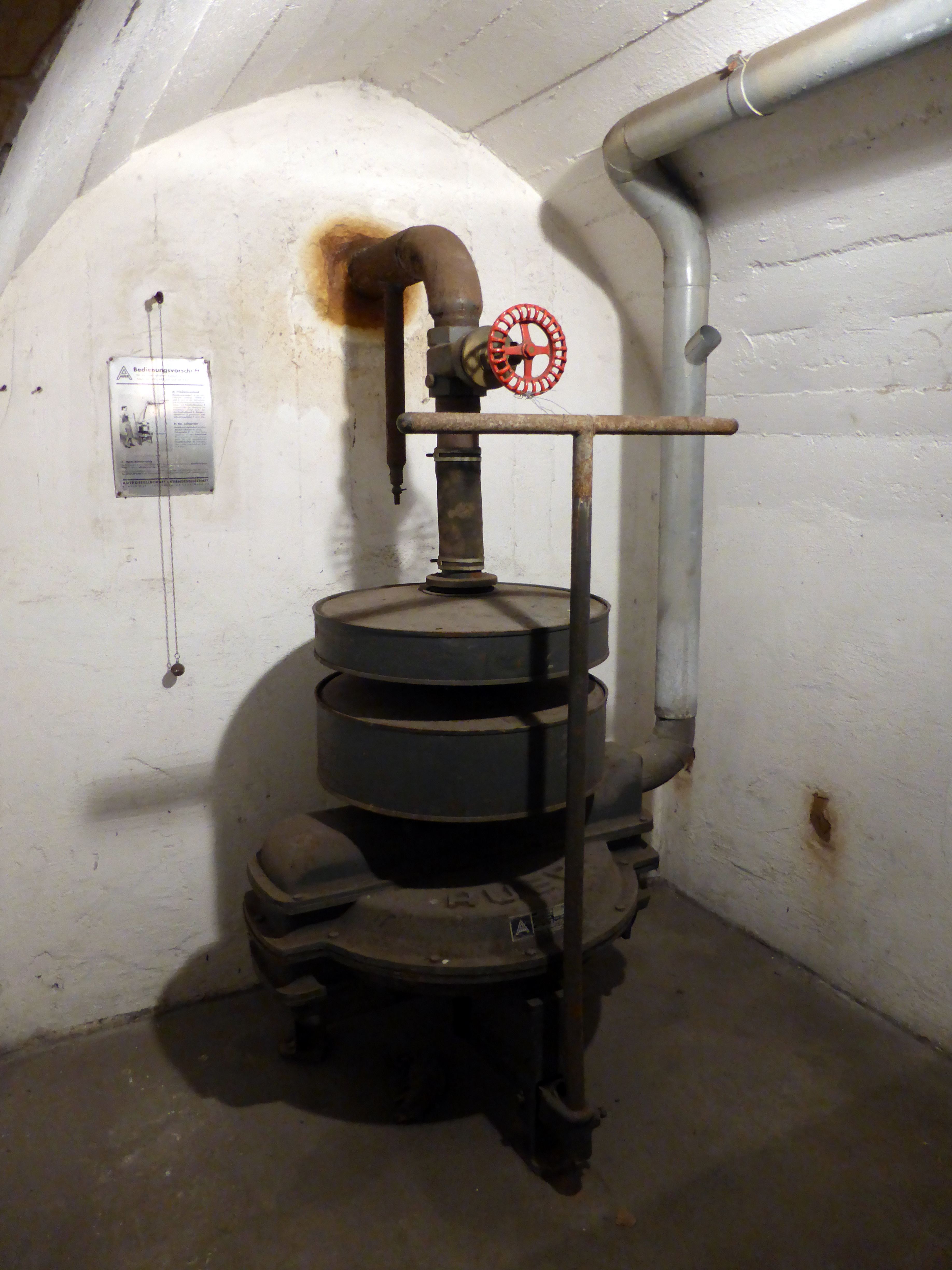
Auer-Luftförderer Typ M2400 von 1940

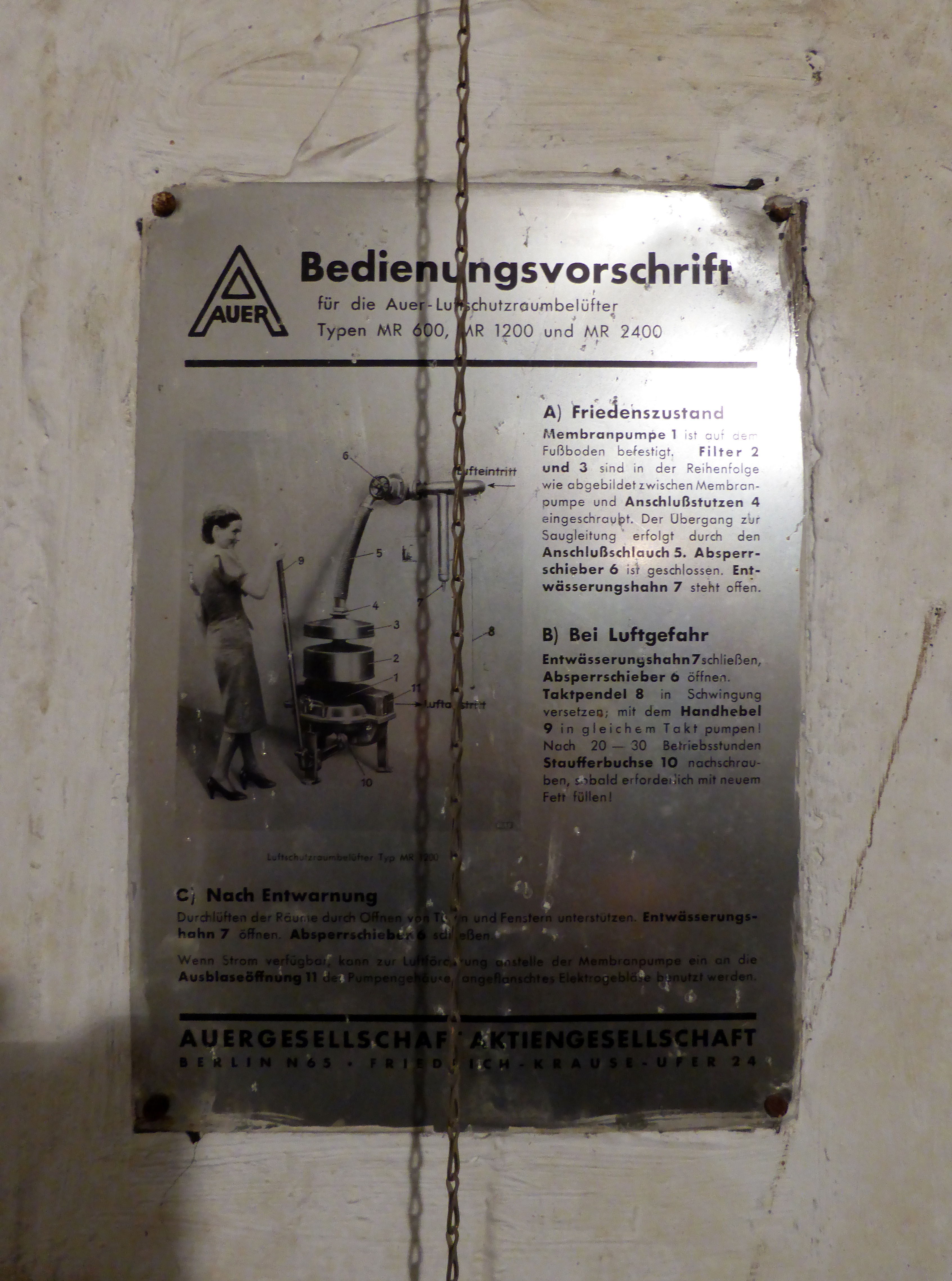
Bedienungsvorschrift für die Auer-Luftschutzraumbelüfter

1885 erfand der österreichische Chemiker Carl Auer von Welsbach den Glühstrumpf, auch „Auerstrumpf“ genannt, der den Wirkungsgrad der damaligen Gasbeleuchtung deutlich verbesserte. 
Dieser Glühstrumpf enthielt Thorium- und Ceroxid.  Sein Wirkungsgrad war höher als der aller damals bekannten Lichtquellen.

### Gründung
1892 wurde die Deutsche Gasglühgesellschaft-Aktiengesellschaft (Degea, DGA), die spätere Auergesellschaft, vom Unternehmer Johannes Krüger und dem Bankier Leopold Koppel in Berlin gegründet. Firmenziel war die Herstellung von Glühstrümpfen nach den Patenten von Auer von Welsbach. Das 1887 gegründete Wiener Mutter-Unternehmen, die Österreichische Gasglühlicht-Aktiengesellschaft, behielt sich die Lieferung des für die Herstellung der Glühstrümpfe notwendigen Beryllium-haltigen "Fixing Fluids" vor.
Das Auerlicht wurde 1895 als Straßenbeleuchtung in Berlin und 1896 bei den Preußischen Staatseisenbahnen eingeführt. Ab 1901 entstanden Tochtergesellschaften in den USA und in England. Carl Auer von Welsbach erfand unter anderem auch die Metallfadenlampe (Patentierung 1898) und ließ 1906 das Warenzeichen Osram für „Elektrische Glüh- und Bogenlichtlampen“ beim Kaiserlichen Patentamt in Berlin anmelden. Die Fábrica de Osram wurde 1914 in Madrid errichtet. 
Die anfänglich auch als Deutsche Gasglühlicht-Anstalt firmierende Gesellschaft in Berlin hatte zunächst ihre Produktionsstätte zur Miete ab 1907 im Industriepalast, einer Etagenfabrik in der Warschauer Straße 34 bis 44. Später zog sie als Deutsche Gasglühlicht AG in einen eigenen Werkkomplex in die Rotherstraße.
Von 1906 bis 1912 errichtete die Gasglühlicht AG das Glühlampenwerk, dessen markantestes Bauwerk, der anfangs zehngeschossige Turm („Haus 3“; Rotherstraße 11), Berlins erstes Hochhaus war. Das Hochhaus und mehrere große backsteinerne Fabrikgebäude des später Lampenstadt genannten Komplexes geht auf Entwürfe von Theodor Kampffmeyer (1856–1913) zurück.
Die gemeinsam mit der Essener Th. Goldschmidt AG betriebene und 1934 gegründete Orgacid GmbH in Ammendorf bei Halle stellte bis 1942 unter anderem Senfgas her.
Die Deutsche Gasglühlicht AG gliederte im November 1918 ihr Glühlampengeschäft in die OSRAM G.m.b.H. aus. 1920 beteiligten sich die beiden anderen großen deutschen Glühlampenhersteller, Siemens & Halske und die AEG, als Kommanditisten an der in OSRAM GmbH Kommanditgesellschaft umfirmierten Gesellschaft. Das erste Geschäftsjahr und die Umwandlung wurden rückwirkend auf den 1. Juli 1919 festgesetzt. Zu diesem Zeitpunkt wurden am einzigen Firmensitz in Berlin noch Glasbläser in einer eigenen Glashütte beschäftigt. Die Produktion der Glaskolben erfolgte später dann weitgehend in Weißwasser/Oberlausitz.
Nach der Auslagerung der Glühlampenproduktion zu OSRAM wurde 1923 die Produktion von Leuchtfarben begonnen und 1926 ein Werk in Oranienburg gebaut. 

### Zeit des Nationalsozialismus und Mitwirkung am Uranprojekt
Nach der Machtübernahme des NS-Regimes wurden die jüdischen Gesellschafter Leopold Koppel und sein Sohn Albert Leopold Koppel aus dem Unternehmen gedrängt. Nachdem die Gesellschaft in eine Aktiengesellschaft umgewandelt war, wurde sie 1934 an die Degussa angegliedert.
1935 entwickelte die Auergesellschaft die Leuchtstoffröhre, 1938 entstanden die Auer-Glaswerke. 
Die Auerwerke reicherten importierten unter Federführung ihres Forschungsleiters Nikolaus Riehl Uranoxid aus Südamerika und waren in Hitlers geheimes Kernwaffenprogramm (dem Uranprojekt) eingebunden. Im Rahmen von Akquisition kam Riehl in Kontakt mit Hans-Joachim Born, Alexander Catsch und Karl Günther Zimmer (1911–1988), die im Institut für Experimentelle Genetik der Kaiser-Wilhelm-Gesellschaft in Berlin-Buch unter Nikolai Wladimirowitsch Timofejew-Ressowski forschten. Mit Paul Max Wolf, einem Mitarbeiter der wissenschaftlichen Laboratorien der Auergesellschaft, und Karl Günther Zimmer wurden Forschungen mit Röntgen-Bestrahlung in der Genetik durchgeführt. Als Ergebnis veröffentlichten Timofejew-Ressowski, Max Delbrück, Zimmer und Riehl 1935 die interdisziplinäre Studie Über die Natur der Genmutation und Genstruktur. In dieser Studie wurde die Treffertheorie der biologischen Strahlenwirkung postuliert.
Am 1. Oktober 1938 besetzten deutsche Truppen das Sudetenland und die Auergesellschaft beutete nun Uranminen im böhmischen Jáchymov (dt. Sankt Joachimstal) aus. Von 1939 bis 1945 war die Auergesellschaft dem SS-Wirtschaftsbetrieb „Seltene Erden“ Oranienburg angegliedert, der von Egon Ihwe geleitet wurde, und belieferte das Uranprojekt mit Uran. Unter der Leitung von Abraham Robert Esau arbeitete seit dem 29. April 1939 der Uranverein in Berlin. Paul Harteck machte in einem Schreiben vom 24. April 1939 an Erich Schumann, den Leiter der Forschungsabteilung des Heereswaffenamtes (HWA), auf die Bedeutung der Kernspaltung aufmerksam, worauf der Uranverein dem HWA unterstellt wurde.

Am 9. September 1939 wurde Nikolaus Riehl Leiter der Uranproduktion der Auergesellschaft. Paul Max Wolf wurde Leiter der radiologischen Abteilung der Auergesellschaft. Hans-Joachim Born vom Chemischen Laboratorium Philipp Hoernes war Fabrikleiter des Werks Seltene Erden der Auergesellschaft in Oranienburg.

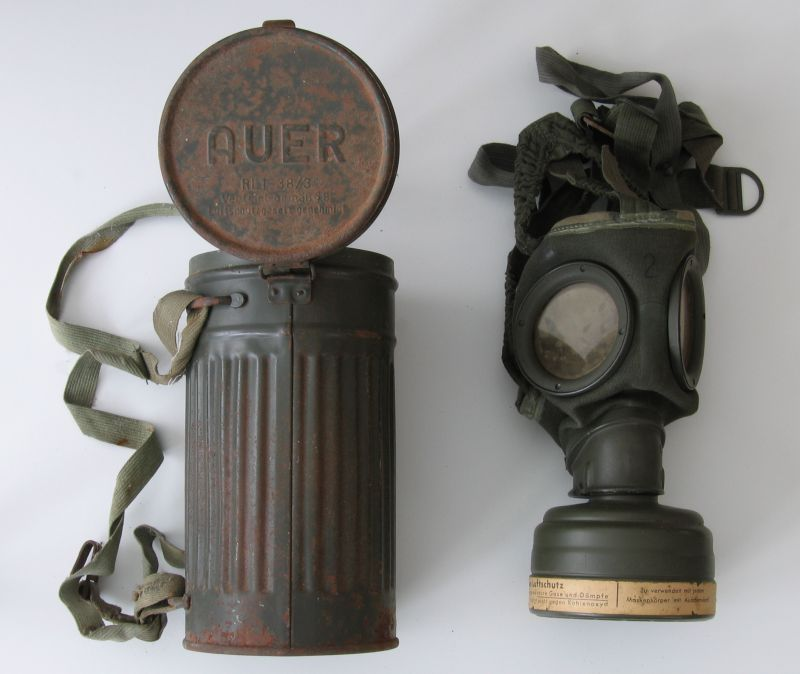
Auer-Gasmaske mit Aufbewahrungsbehälter, um 1941

Nach dem Westfeldzug im Frühjahr 1940 besetzte die Wehrmacht Frankreich. Das NS-Regime beschlagnahmte das französische Unternehmen Joliot für die Auergesellschaft. Der Leiter des Unternehmens, Henry Joliot, war 1870/1871 Mitglied der Pariser Kommune gewesen. Als er nach einer Amnestie aus Belgien zurückkehrte, eröffnete er einen Handel mit seltenen Erden aus Belgisch Kongo. Sein jüngster Sohn, der bekannte Physiker Frédéric Joliot-Curie, bestellte 1939 sechs Tonnen Uranoxid in Belgisch Kongo für das Institut Curie in Paris. Joliot ließ über Jacques Allier im Februar 1940 185 Kilogramm Schweres Wasser von der Norsk-Hydro aus Rjukan liefern. Unter der Aufsicht von Oswald Maier wurden nun die aus dem Unternehmen geraubten Metalle nach Oranienburg zur Auergesellschaft gebracht. 
Als die US-Amerikaner über die Alsos-Mission in Straßburg erfuhren, dass die Schwermetalloxide in einem Werk "15 Meilen nördlich von Berlin" gesammelt wurden, wurde das Werk Ziel eines alliierten Luftangriffs. Am 15. März 1945 warfen 612 Boeing B-17 der 8. US-Luftflotte nach einer Planung von Carl A. Spaatz innerhalb von 30 Minuten 1506 Tonnen Sprengbomben und 178 Tonnen Brandbomben auf das Werk der Auergesellschaft in Oranienburg ab. Um das Ziel des Angriffs zu kaschieren, wurden auch die Hauptquartiere von OKH und OKW in Wünsdorf / Waldstadt bei Zossen angegriffen. Innerhalb von 50 Minuten starben fast 2.000 Menschen, die Hälfte davon KZ-Häftlinge und Zwangsarbeiter. Die mit Langzeitzündern versehenen Bomben explodierten tagelang und behinderten die Löscharbeiten. Die KZ-Häftlinge wurden gezwungen, mit primitiven Werkzeugen die Blindgänger zu entschärfen. Im Entschädigungsantrag der Auergesellschaft von Anfang April 1945 wurde der Schaden im Werk Oranienburg, basierend auf Bilanzunterlagen vom Juni 1944, mit 61 Millionen Reichsmark beziffert. Durch die Explosionskraft der Bomben, welche die Produktionsstätten vollkommen zerstörten, kam es zur Freisetzung und Verteilung des radioaktiven Materials. Oranienburg ist seitdem bundesweit der radioaktiv am stärksten belastete Ort. 2018 wurden im Rahmen einer Übung des BfS und der deutschen Bundespolizei Messungen (land- und helikoptergestützt) durchgeführt, die übliche Werte der Gammastrahlung im Bereich 60–80 nano-Sievert pro Stunde und Spitzenwerte bis 300 Nanosievert pro Stunde erreichten. Zum Vergleich wird ein üblicher bundesweiter Durchschnittswert von 50 bis 180 Nanosievert pro Stunde angegeben. An Orten wie Guarapari in Brasilien werden jedoch – aufgrund natürlich vorhandener Monazit-Sande – erheblich höhere Strahlungswerte gemessen. Das Werk Oranienburg wurde nach dem Krieg nicht wieder aufgebaut.
Von 1940 bis zum allgemeinen Bekanntwerden der Schädlichkeit ionisierender Strahlung nach den Atombombenabwürfen auf Hiroshima und Nagasaki (Japan, August 1945) produzierte die Auergesellschaft die radioaktive Zahncreme Doramad.

## Entwicklung nach 1945

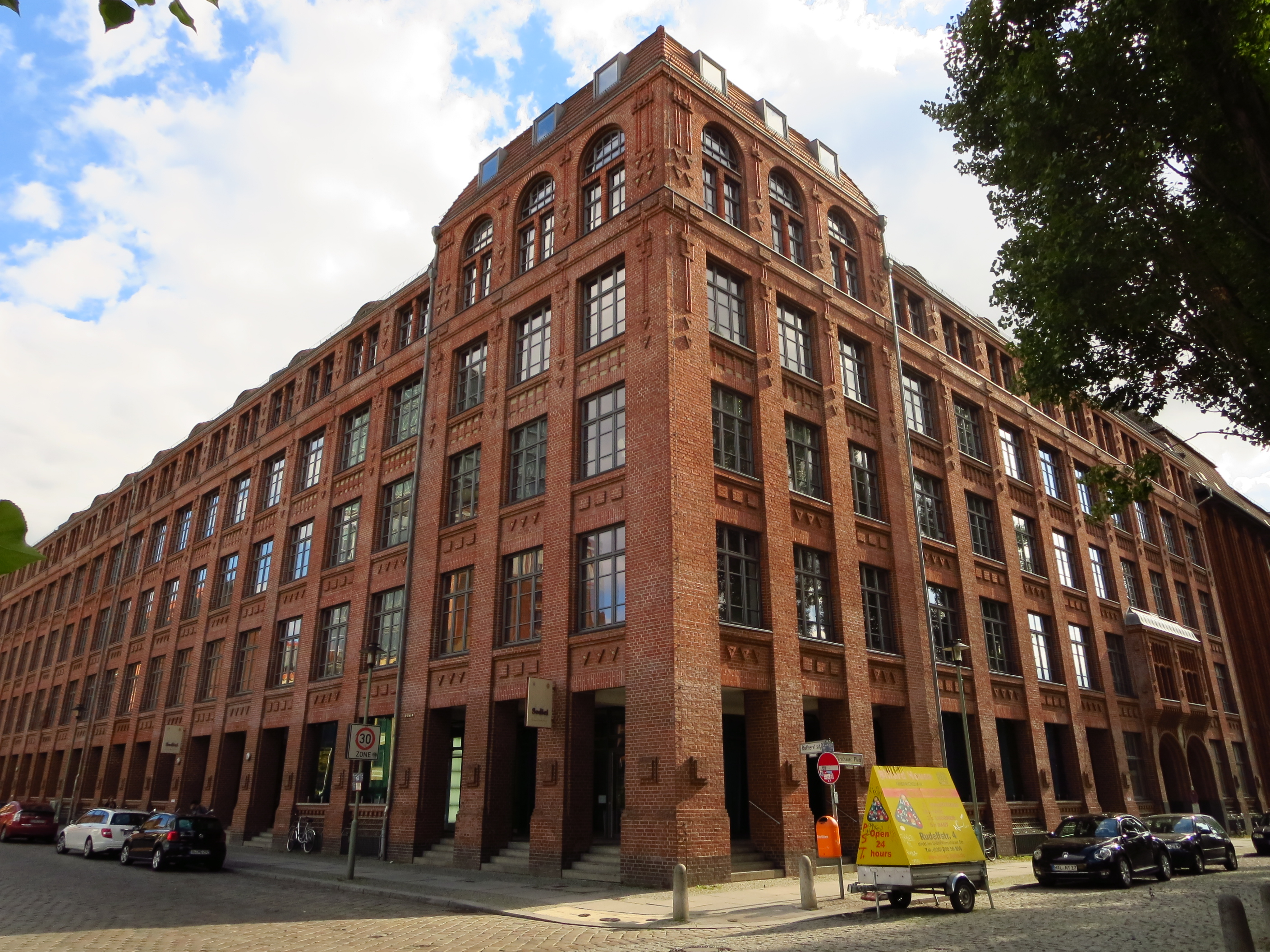
Narva-Gebäude V, heute Bestandteil der Oberbaum City

Nach 1945 diente der nun in Ost-Berlin befindliche Turm dem DDR-Glühlampenkombinat NARVA. 1963 erhielt er einen gläsernen Lampentestraum auf dem Dach. Der im Jahr 2000 umgebaute Narva-Turm zählt heute als technisches Denkmal und dient als Bürogebäude. Der Gebäudekomplex um das Glühlampen-Hochhaus trägt nun offiziell den Namen Oberbaum City, benannt nach der in der Nähe befindlichen Oberbaumbrücke bzw. dem Oberbaum an der Spree.
Die in den westlichen Sektoren Berlins wiedergegründete Auergesellschaft entwickelte 1955 Gasmessanzeiger und erste Prüfröhrchen, 1959 den Wärmetönungssensor (thermokatalytischer Gassensor). 1958 erfolgte der Zusammenschluss der Auergesellschaft mit der US-amerikanischen Firma Mine Safety Appliances, in dessen Folge die Auergesellschaft 1960 in eine GmbH umgewandelt wurde. 1961 wurde für das Werk Trier der Grundstein gelegt.
In West-Berlin besuchten 1962 Robert F. Kennedy und Willy Brandt die AUER GmbH als Zeichen amerikanischer Verbundenheit mit Berlin.
1967 feierte die Auergesellschaft in West-Berlin ihr 75. Jubiläum mit der Herausgabe einer Medaille, die aus Copyright-Gründen hier noch nicht abgebildet werden kann. Sie zeigt das Brustbild von Carl Auer von Welsbach mit der Umschrift:• GASGLÜHLICHT • OSMIUM LAMPE • CEREISEN • CARL FREIHERR AUER V. WELSBACH •. Auf der Rückseite befindet sich das Emblem der Auer Berlin GmbH zwischen den Daten 1892 und 1967 mit der Umschrift: LICHT • GESUNDHEIT • SICHERHEIT * AUERGESELLSCHAFT.
1973 wurde die MSA Europa in Berlin gegründet, 1978 verlagerte die Auergesellschaft ihren Firmensitz nach Berlin-Neukölln. In den weiteren Jahren wurden zahlreiche Systeme für Atemschutzgeräte entwickelt. 
Ab 2000 firmierte die Auergesellschaft als MSA AUER GmbH. Diese Bezeichnung wurde zwischen 2000 und 2009 auch als Marke verwendet. Seit Oktober 2009 benutzen alle MSA-Tochtergesellschaften weltweit die Marke MSA – The Safety Company. Die deutsche Tochterfirma MSA AUER GmbH wurde 2015 aufgeteilt. Rechtsnachfolger ist die MSA Deutschland GmbH. Außerdem befinden sich am Standort in der Thiemannstraße in Berlin nun die MSA Produktion Deutschland GmbH, die MSA Technologies and Enterprise Services GmbH und die MSA Safety Services GmbH.

## Film
- Geheimsache Nazi-Uran: Bombenjagd in Brandenburg. Dokumentarfilm, Deutschland, 2013, 43:26 Min., Buch und Regie: Thomas Claus und Maren Schibilsky, Produktion: rbb, Erstsendung: 26. November 2013 ebenda.

## Belege
1. ↑  Roland Adunka: Carl Auer von Welsbach. Entdecker-Erfinder-Firmengründer. Verlag des Kärntner Landesarchives, Klagenfurt 2013, ISBN 978-3-900531-88-1, S. 28.
2. ↑  Wolfgang Benz, Barbara Distel (Hrsg.): Der Ort des Terrors. Geschichte der nationalsozialistischen Konzentrationslager. Band 3: Sachsenhausen, Buchenwald. C.H. Beck, München 2006, ISBN 3-406-52963-1, S. 241.
3. ↑  Über die Natur der Genmutation und Genstruktur. In: Nachrichten von der Gesellschaft der Wissenschaft zu Göttingen. (PDF-Datei; 8,4 MB)
4. ↑  Florian Schmaltz: Kampfstoff-Forschung im Nationalsozialismus. Zur Kooperation von Kaiser-Wilhelm-Instituten, Militär und Industrie. (Geschichte der Kaiser-Wilhelm-Gesellschaft im Nationalsozialismus) Wallstein, Göttingen 2005, ISBN 3-89244-423-4, S. 252.
5. ↑  So groß wie eine Ananas … In: Der Spiegel. Nr. 23, 1967 (online – 29. Mai 1967).
6. ↑  Obituary of Frédéric Joliot-Curie. (Memento vom 29. Mai 2013 im Internet Archive) In: Le Monde vom 15. August 1958 (englisch).
7. ↑  Heiße Grapefruit. In: Der Spiegel. Nr. 29, 1993 (online – 19. Juli 1993).
8. ↑  Hartmut Sommerschuh: Atomwettlauf: Die Jagd nach der Bombe. In: junge welt. 18. März 2025, abgerufen am 23. März 2025.
9. ↑  Messübung 2018 in Brandenburg. In: bfs.de. Bundesamt für Strahlenschutz, 29. November 2018, abgerufen am 28. November 2024.